# Calliostoma euglyptum
Calliostoma euglyptum là một loài ốc biển, là động vật thân mềm chân bụng sống ở biển thuộc họ Calliostomatidae.

## Hình ảnh

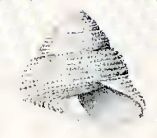